# Jorge Azanza
Jorge Azanza Soto (Alsasua, 1982. június 16. –) spanyol profi kerékpáros. A spanyol–baszk Euskaltel–Euskadi egykori versenyzője. 2013-ban visszavonult a versenyzéstől.

## Eredményei
2004
1., összetettben - Vuelta a Cordoba
1., 1. szakasz
2005
9. - Vuelta a la Rioja
2006
6. - Trofeo Calvia

## Grand Tour eredményei
| Grand Tour | 2007 | 2008 | 2009 | 2010 | 2011 | 2012 |
| ---------- | ---- | ---- | ---- | ---- | ---- | ---- |
| Giro       | -    | -    | -    | -    | 68.  |      |
| Tour       | 81.  | -    | -    | -    | -    |      |
| Vuelta     | -    | -    | -    | -    | 97.  |      |